# Folkets Tjener
Folkets Tjener (ukrainsk: Слуга народу, tr. Sluha narodu) er et Liberalt og pro-europæisk midterparti, og Ukraines regeringsparti siden 2019. Præsident Volodymyr Zelenskyj er medlem af partiet. Partiet blev i 2017 opkaldt efter TV-serien af samme navn, der havde Zelenskyj i hovedrollen som ukrainsk præsident. Ved parlamentsvalget i 2019 opnåede partiet 43% af stemmerne, og kunne dermed sætte sig på 254 ud af 450 pladser i Verkhovna Rada.